# ニーハイム
ニーハイム (ドイツ語: Nieheim、ドイツ語発音: [ˈniːh‿aim] ( 音声ファイル)) はドイツ連邦共和国ノルトライン＝ヴェストファーレン州デトモルト行政管区のヘクスター郡に属す市である。この街はハイルクリマーティシャー・クールオルト（健康によい気候の保養地）であり、おおむね田舎の構造を持つこの地方の中心都市となっている。現在の地名 Nieheim は、歴史的には Nihem、Nyem、Nym とも表記された。面積約 80 km2 のこの街には約 6,400人が住んでいる。

## 地理

### 位置
ニーハイムはオストヴェストファーレン地方南部に位置する。ニーハイムはエッゲ山地/トイトブルクの森南部自然公園の東端にあたる上部ヴェーザー高地に位置する。市域の半分は、肥沃な黄土のシュタインハイマー盆地に属す。この地域は古くから定住・開拓がなされていた。西部はエッゲ山地の東の前山であり、南部はネーテベルクラントである。山に囲まれた盆地は、現在も森に覆われている。ニーハイムの歴史的中核市区は、北部の盆地と南部の山地の間に位置している。市域全体がヴェーザー川水系に属しており、最も重要な川はハーメルンの南でヴェーザー川に注ぐエンマー川である。

### 地質学
市域の岩盤は、主に中生代、特に三畳紀およびジュラ紀の粘土岩、泥灰岩、石灰岩、砂岩で構成されている。これらの堆積岩はおよそ 1 km から 1.5 km の厚さに堆積している。これらは、地質学的活動の過程で、傾斜して傾動地塊山地となり、割れたり、突き出したりした。
深い部分には古生代（デボン紀、石炭紀、ペルム紀）の堅い地層が存在している。盆地の地域では、この堅い岩盤を氷期の脆い石（礫、砂、黄土）が覆っている。
中生代の石灰岩、砂岩、泥灰岩は、地下水の重要な水路を形成している。しかし、地下水の一部は地中深くで石膏や岩塩を溶解させて塩分を多く含むこととなり、飲料水には使えない。三畳紀やペルム紀の地層からは部分的にミネラルウォーターが採取される。
市域の北東部は、大部分が肥沃な亜褐色土であり、主に農耕に利用されている。残りの箇所は、スタグノゾルの土壌である。西部は急勾配の斜面に、黄土の土地が開墾されている。幅広い谷には、シルト＝ローム質の川の堆積物であるグレイゾルや褐色の河岸土が広がっており、牧草地に利用されている。

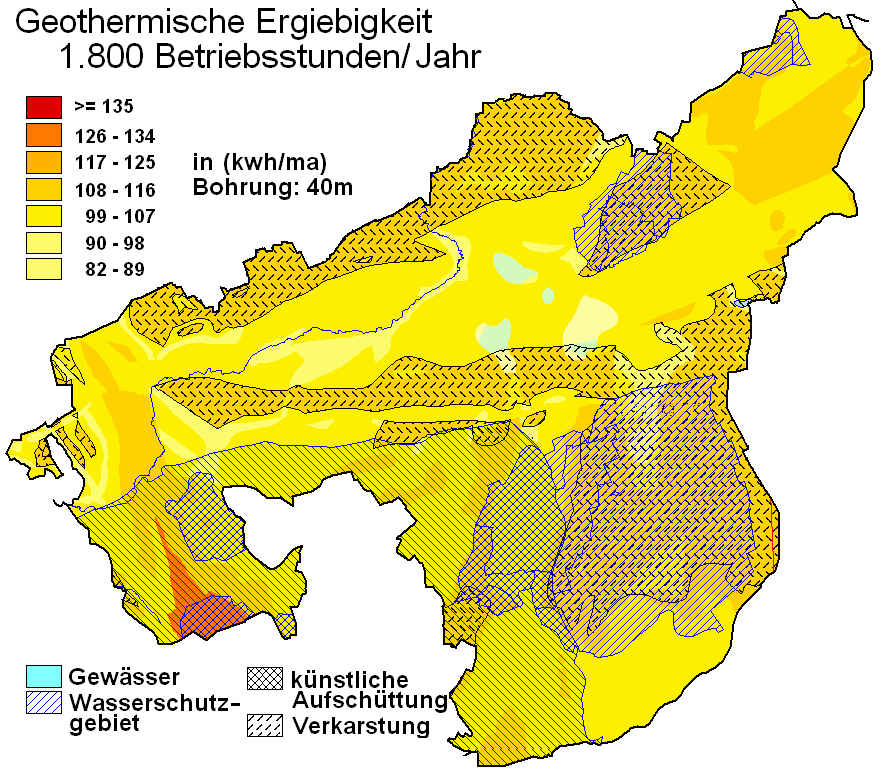
ニーハイムの地熱分布図

2007年夏、ニーハイム＝ゾンマーゼルの急斜面に位置するニーハイム粘土坑からほぼ完全に保存された首長竜の骨格が発掘された。頸椎の何本かと頭骨が不足しているだけだった。これはジュラ紀前期の地層から発見された世界最初のほぼ完全な首長竜であった。ゼンケ・ジーモンゼンによって発見されたこの骨格はLWL-自然科学博物館ミュンスターに収蔵され、マンフレート・シュレッサーにより標本化された。
ニーハイムの市域は、地熱ゾンデによる地熱源やヒートポンプによる地熱採取については、ほとんどが「良好」な状態で、南西部では「極めて良好」な状態にある（右図参照）。

### 市域の広がりと土地利用
「クライネ・ラントゲマインデ」（直訳すると「小さな田舎町」）に分類される本市の面積は 79.79 km2 である。南北軸の最大長は約 11.6 km、東西軸のそれは約 13.5 km である。
| 土地用途別面積 | 農業用地 | 森林   | 宅地、空き地 産業用地 | 交通用地 | 水域  | スポーツ用地 緑地 | その他 |
| -------------- | -------- | ------ | --------------------- | -------- | ----- | ----------------- | ------ |
| 面積 (km2)     | 53.91    | 17.64  | 3.23                  | 3.83     | 0.69  | 0.27              | 0.15   |
| 占有率         | 67.6 %   | 22.1 % | 4.0 %                 | 4.8 %    | 0.9 % | 0.3 %             | 0.3 %  |

### 隣接する市町村
ニーハイムは東から時計回りに以下の市と境を接している: マリーエンミュンスター、ブラーケル、バート・ドリーブルク、シュタインハイム（以上いずれもヘクスター郡）およびシーダー＝シュヴァーレンベルク（リッペ郡）。

### 市の構成
本市の基本条例 § 3 Abs. 1 によれば、ニーハイム市は以下の 10地区で構成される。これらは、1970年の合併以前はアムト・ニーハイムに属す自治体であった。
| 地区名           | 地区名       | 人口（人） | ニーハイムの地区図 |
| ---------------- | ------------ | ---------- | ------------------ |
| エントルプ       | Entrup       | 358        | ニーハイムの地区図 |
| エルヴィッツェン | Erwitzen     | 141        | ニーハイムの地区図 |
| エーヴァーゼン   | Eversen      | 485        | ニーハイムの地区図 |
| ヒンミヒハウゼン | Himmighausen | 461        | ニーハイムの地区図 |
| ホルツハウゼン   | Holzhausen   | 383        | ニーハイムの地区図 |
| メルルスハイム   | Merlsheim    | 324        | ニーハイムの地区図 |
| ニーハイム       | Nieheim      | 3,132      | ニーハイムの地区図 |
| エーンハウゼン   | Oeynhausen   | 497        | ニーハイムの地区図 |
| シェーネンベルク | Schönenberg  | 56         | ニーハイムの地区図 |
| ゾンマーゼル     | Sommersell   | 664        | ニーハイムの地区図 |
| 計               | 計           | 6,501      | ニーハイムの地区図 |

上記の表中の人口は、ニーハイム市が発表している2013年12月31日現在の数値である。

### 気候
ニーハイムの気候は、中央ヨーロッパの海洋性気候から大陸性気候への移行部に位置すること、およびエッゲ山地沿いの位置にあることにより決定されている。この地域は主に亜大西洋海洋性気候に属しているが、一時的に大陸の影響を受けることがある。冬は大西洋の影響でおおむね穏やかで、夏はしっかり暑く、降水は年間通じて比較的一様に降る。年間平均気温は約 8 ℃である。
降水量はエッゲ山地沿いの位置が決定的なファクターとなっている。年間降水量は、全ての月で、特に冬期には、週平均を大きく上回る。年間降水量は場所により 800 mm から 1000 mm の間で変動する。風は主に南西から吹き、大西洋の湿気を運んでくる。この風がエッゲ山地の風上側に大量の降水をもたらす。

## 歴史
ニーハイムは、1036年5月25日にブスドルフ文書に初めて記録されている。パーダーボルン司教マインヴェルクはこの年に 4つの分農場とともにニーハイム荘園をパーダーボルンのブスドルフ修道参事会に譲渡した。現在のニーハイム市の市域は、それ以前にはすでに後のパーダーボルン司教領の地域に属していた。ケルン選帝侯の所領拡張政策に対抗するため、司教領主のベルンハルト4世・ツーア・リッペ（在位: 1228年 – 1247年）は、1230年頃に下級裁判権、市場開催権、貨幣鋳造権、その他の権利を含む都市権を当時のニーハイム村に授けた。ニーハイムは司教領内で固有のアムト（地方行政区であると同時に裁判管区でもあった）を形成した。アムトの長官は判事を兼ねた。ニーハイム裁判区は、オーバーアムト・ドリンゲンベルクの下位機関であった。
その後周辺の農民たちは、シュタインハイム盆地の土地を離れてこの新しい都市に住んで都市農民となり、後にこの街はハンザ同盟にも加わった。
パーダーボルン司教領は、1802年にプロイセンによって占領されて独立性を失ったが、1807年にはヴェストファーレン王国（フルダ県）の一部となった。1813年のナポレオン失脚後プロイセンに返還された。ニーハイムは1815年に創設されたヴェストファーレン州に組み込まれ、1816年に創設されたブラーケル郡に編入された。ブラーケル郡は、同じ時期に創設され、東に隣接していたヘクスター郡と1832年に統合された。
プロイセンの郡をアムトに分割する政策により、ニーハイムはアムト・ニーハイムの主邑となった。このアムトを形成していた町村が合併し、1970年1月1日に新たな都市としてのニーハイム市が成立した。
第二次世界大戦の結果、ニーハイム市とアムトの周辺町村の人口は、約 2,000人の難民や追放された人々で増加した。
1956年、それまでニーハイムに本社を置いていたバルマー任意健康保険組合がヴッパータール＝バルメンに移転した。これにより約 600人がニーハイムから転居した。
メルルスハイムやペムプゼンに近いビルスター・ベルクに、1990年代までイギリス軍の弾薬保管庫があった。その後ここには、全長約 4.2 km の自動車テストコースであるオートテストセンター「ビルスター・ベルク・ドライヴ・リゾート」が新設された。2012年夏にオープンした。
ニーハイムは、1994年に第3回「ドイツの家族の休日」コンテストで優勝した。また、1995年に「ハイルクリマティシャー・クールオルト」（健康によい気候の保養地）の州指定を受けた。

### 市町村合併
自由意思で締結された領域変更協定を背景とし、1969年12月2日のヘクスター郡の新設に関する法律に基づいて、それまでアムト・ニーハイムに属していた市町村のエントルプ、エルヴィッツェン、エーファーゼン、ヒンミヒハウゼン、ホルツハウゼン、メルルスハイム、エーンハウゼン、シェーネンベルク、ゾンマーゼルとニーハイム市は1970年1月1日に合併し、新たな都市ニーハイム市となった。アムト・ニーハイムは廃止された。旧ニーハイム市の権利を継承いたのは新設のニーハイム市であった。

## 住民

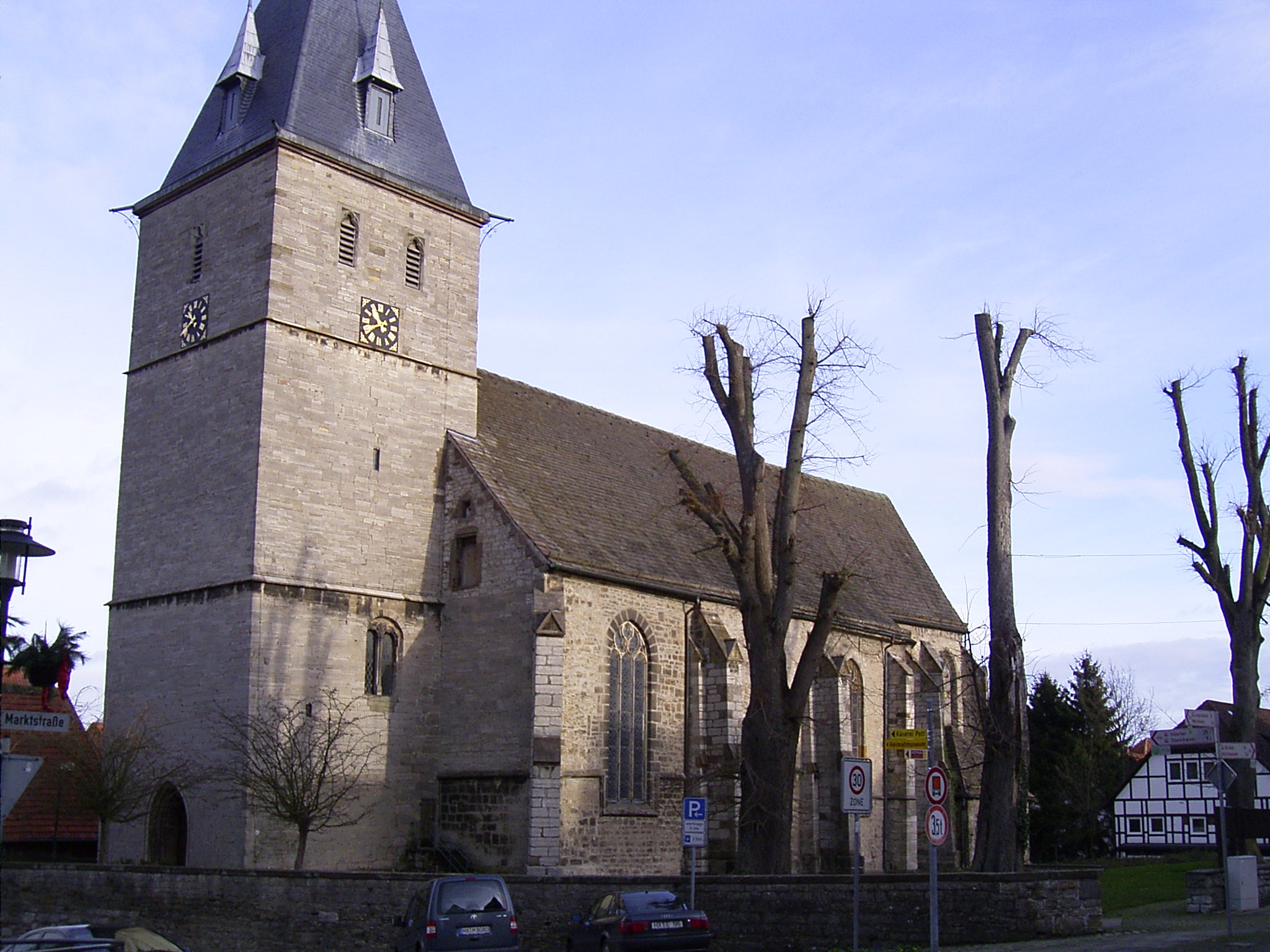
ニーハイムのカトリック教会

### 宗教
旧パーダーボルン司教領の他の市町村と同様に、ニーハイム住民の多くはカトリック信者である。市域のカトリック教会組織は、ニーハイム聖ニコラウス教会、エーファーゼン聖アントニウス・フォン・パドゥア教会、ヒンミヒハウゼン聖アントニウス・フォン・パドゥアである。支教会としてホルツハウゼン聖ヨハネス・バプティスト教会、エーンハウゼン聖コスマスおよび聖ダミアン教会、ゾンマーゼル聖ペテロおよび聖パウロ教会がある。これらの組織は一つの司牧連合を形成しており、パーダーボルン大司教区に属している。2006年6月30日までは、大司教司牧者管区ブラーケル＝シュタインハイム首席司祭区に属した。2006年7月1日に司牧者管区が廃止され、首席司祭区はより広い単一の大司教区に統合された。ニーハイムは、新たに設立されたヘクスター首席司祭区の一部となった。
福音主義のキリスト教会としては、ヴェストファーレン福音主義教会パーダーボルン教会クライスに属すマリーエンミュンスター＝ニーハイム福音主義教会がある。教会堂は、ニーハイムのネオゴシック様式の聖十字架教会である。
エホバの証人（ニーハイム会）は、1975年から王国ホールをヴァッサー通り11番地に解説している。
現在の宗教分布を知る手がかりの一つが、シュタインハイムの学生に対する所属宗教団体の調査である。この調査によれば、2006年/2007年の学期では学生の 20.2 % が福音主義、70.4 % がカトリック、0.3 % がイスラム教に所属した。6.2 % がその他の宗教団体に所属し、無宗教は 2.9 % であった。

### 人口推移
以下の表に各時点の市域におけるニーハイム市の人口を示す。1970年までの数値は人口調査の結果であり、1975年からは州統計局の公式な研究結果である。1975年、1980年、1985年の数値は推定値、1990年以降の数値は1987年の人口調査結果に基づく推定値である。
各時点での市域における人口推移
| 時点（年） | 人口（人） |
| ---------- | ---------- |
| 18371      | 1,521      |
| 18611      | 1,721      |
| 18671      | 1,669      |
| 18711      | 1,563      |

| 時点（年） | 人口（人） |
| ---------- | ---------- |
| 19391      | 1,968      |
| 19501      | 2,845      |
| 19611      | 2,186      |
| 1969       | 2,469      |

現在のニーハイム市の市域における人口推移
| 時点（年） | 人口（人） |
| ---------- | ---------- |
| 19501      | 7,184      |
| 19611      | 5,726      |
| 1969       | 6,194      |
| 19701      | 6,374      |
| 1974       | 6,383      |
| 1975       | 6,353      |
| 1980       | 6,533      |
| 1985       | 6,351      |
| 19871      | 6,505      |

| 時点（年） | 人口（人） |
| ---------- | ---------- |
| 1990       | 6,725      |
| 1995       | 7,114      |
| 2000       | 7,087      |
| 2005       | 7,001      |
| 2007       | 6,787      |
| 2011       | 6,536      |
| 2012       | 6,382      |
| 2013       | 6,470      |

1 人口調査の結果

## 行政

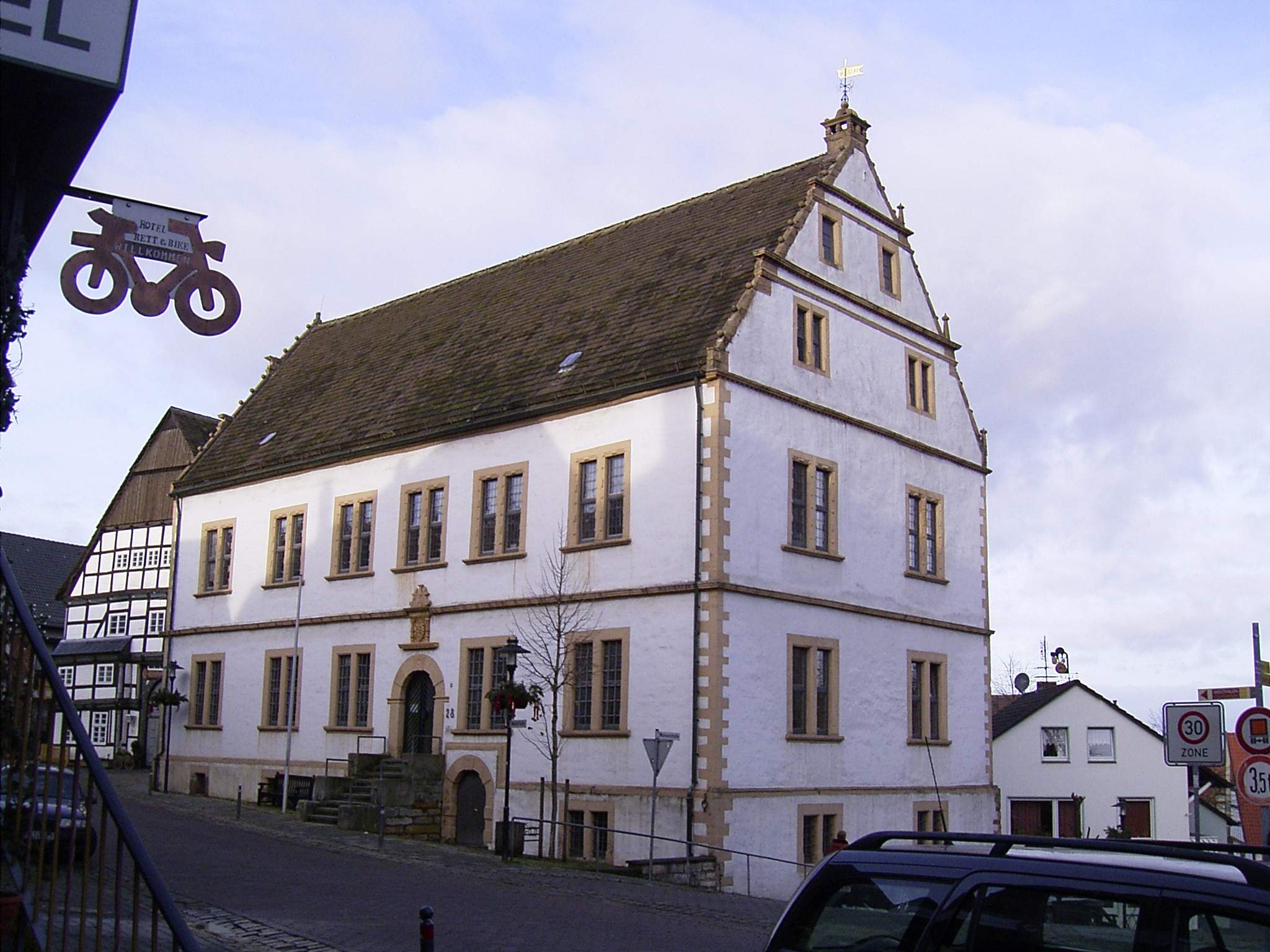
ニーハイム市庁舎

### 市議会
ニーハイム市の市議会は 24議席からなる。

### 市長
2020年9月30日の市長選挙は当時現職のライナー・ヴィダル＝ガルシアとヨーゼフ・シュリュッツ（無所属）との決選投票となり、2020年9月27日に行われたその結果、シュリュッツが 55.93 % の支持票を獲得して新たなニーハイム市長に選出された。
前任者のライナー・ヴィダル・ガルシアは、2009年8月30日の市長選挙で 54.0 % の票を得て当選した。彼の前任者であったヨハネス・クレリング (CDU) は1999年と2004年の選挙で選ばれ市長を務めた。

### 紋章と旗
ニーハイム市は、1974年2月8日にデトモルト行政管区長官から文書によって紋章およびは他の使用権限を許可された。
紋章デザイン:

赤地に、金色（黄色）の十字。その先端はいずれも紋章の縁に接していない。十字で仕切られた各領域に全部で4つの金色（黄色）の珠。
紋章の意味と歴史:

十字および赤と金の配色は、本市周辺地域が何世紀にもわたって所属していたパーダーボルン司教領の紋章に由来する。珠は、本市およびその教区教会の守護聖人である聖ニコラウスを象徴している。
現在判っている最初の市の紋章は、1591年のものである。この紋章では十字は紋章の縁に接する現在のものとは異なった形をしている。この形の紋章は、1908年7月18日にプロイセン王によって用いられている。
旗のデザイン:

市の旗

長辺と並行に黄地と赤地に塗り分けられるが、向かって左から1/4は、その色が逆転している。逆転した上部赤字部分に市の紋章が描かれている。

### 姉妹都市
現在、ニーハイムに姉妹都市はないが、都市同盟の「新ハンザ同盟」に加盟している。

## 文化と見所

### 博物館

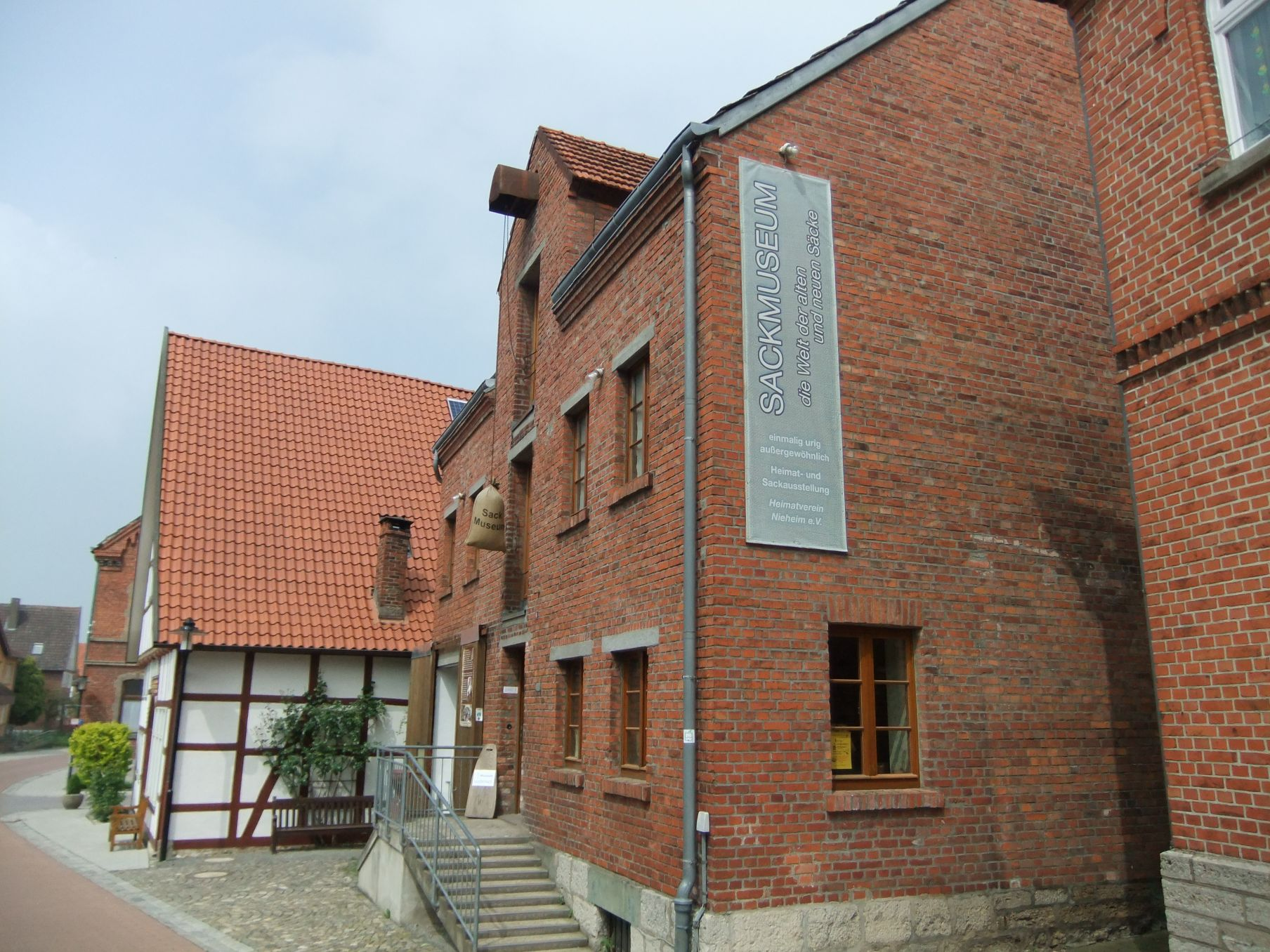
ザック博物館

ザック博物館（袋博物館）は、ニーハイムの中心街（カトリック教会の下）にある旧穀物倉庫に入居している。
2006年4月29日に開館したヴェストファーレン・クリナリウムは、3,000平方メートルで、ヴェストファーレンの料理に関する4つの博物館からなる。すなわち、チーズ博物館、ヴェストフェーリシャー・シンケン博物館、パン博物館（特にプンパーニッケル）、ビールおよびシュナップス博物館である。ここではドイツ、ヨーロッパおよび世界の「基本食品」もテーマとして採り上げられている。「居酒屋」では、この地域の郷土料理を試食することもできる。
- ヴェストファーレン・クリナリウムのチーズ博物館
- シンケン博物館
- パン博物館
- ビール博物館

### 建造物

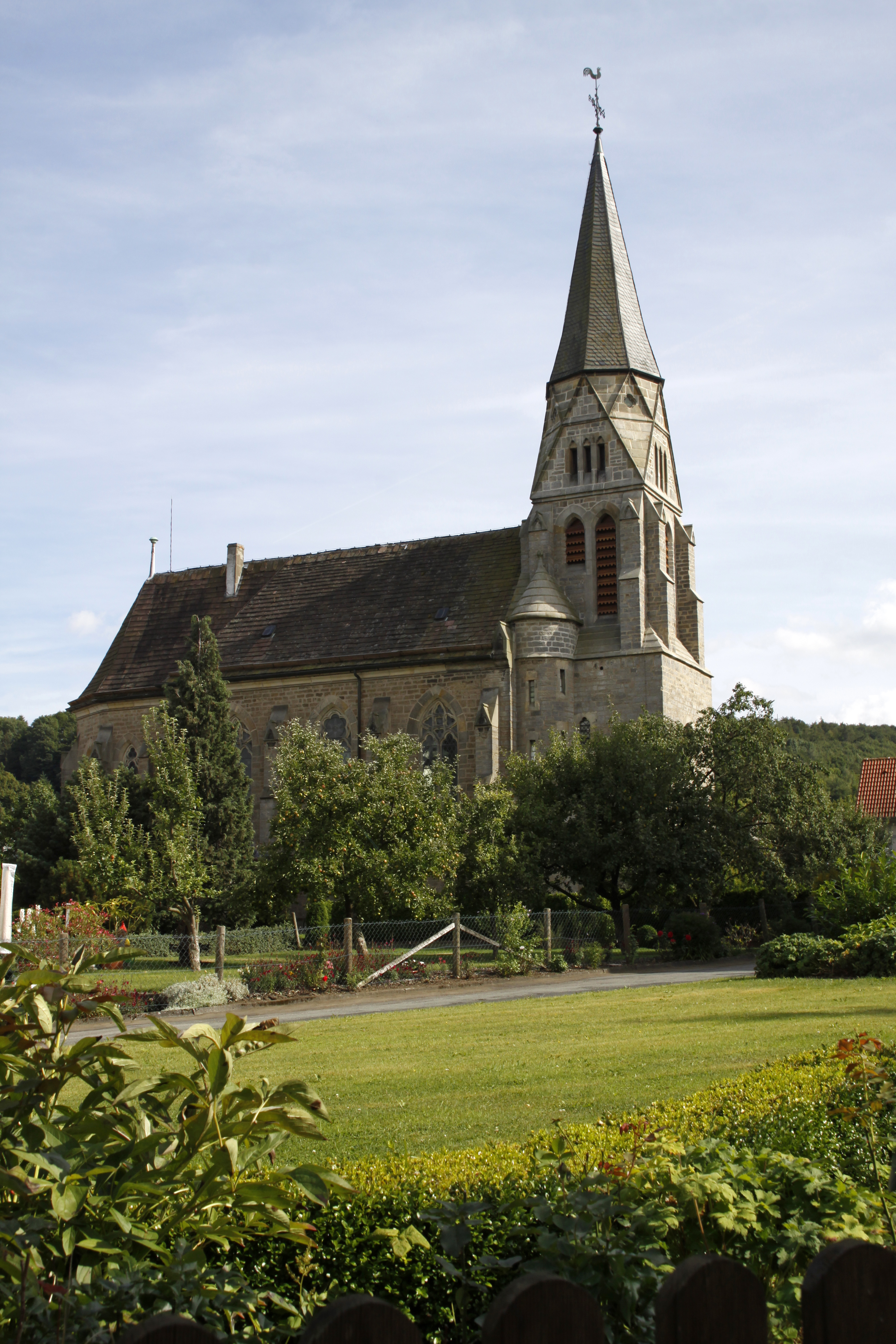
ニーハイム聖十字架教会

ニーハイムの象徴的建造物であるホルスター塔は、中核市区南の高台近くにあり、700年に及ぶ歴史を偲ばせる。
本市の見応えある歴史的建造物としては、1610年に建造されたヴェーザールネサンス様式のニーハイム市庁舎、1712年に建設された堂々とした木組み建築であるラーツクルーク（市議会食堂）、1701年に建設された判事館がある。
見事なレリーフで装飾された洗礼盤や後期ゴシック様式の聖体安置塔を有するカトリックの教区教会聖ニコラウス教会は、最も古い部分は13世紀に建設された建物である。
福音主義のニーハイム聖十字架教会は1868年/1869年にネオゴシック様式で建設された。
ヴェストファーレンでは類例のないニコラウスバッハは、ホルスターベルクの麓から湧出し、中世の導管システムを使って街の中心部にまで運ばれていた。
エーンハウゼン近郊のフィンシュテッテに、エーンハウゼン郷土協会によってプロイセン腕木通信の腕木信号所 Nr. 32 が過去の通信技術の遺構として復元された。希望により専門的なガイドが行われる。
保護文化財に指定されているホルツハウゼン地区の洗礼者聖ヨハネ教会も見応えがある。

### 自然文化財
この地域の畑の外観で特徴的なのが、ニーハイマー・フレヒトヘッケ（畑の境界を示す生け垣）である。この生け垣の約 80 % が一列に植えられたハシバミによって形成されている。それ以外では、サンザシや野バラが見られる。生け垣内の柳の若木は生け垣を安定させるための支柱として用いられている。柳の若木の枝は、編み細工に利用される。乳畜の他に馬も柳につながれ、畑の中のスピノサスモモが食べられてしまうことを防いでいる。完成した生け垣は、高さ約 1.5 m で三方を囲んでいる。

### スポーツ
ニーハイムの学校センター近くにバート・アム・ホルスターベルクがある。ここには、8 × 16.66 m の屋内プールと 16.66 × 25 m の屋外プールがある。
サッカークラブ: 1. FC ニーハイムは 1937年に設立された。現在は、いくつかのジュニアチーム、「成人男子」チーム、2つのシニアチームがある。第1シニアチームはクライスリーガ Aで、第2シニアチームはクライスリーガ Bでプレイしている。

### 公園・庭園

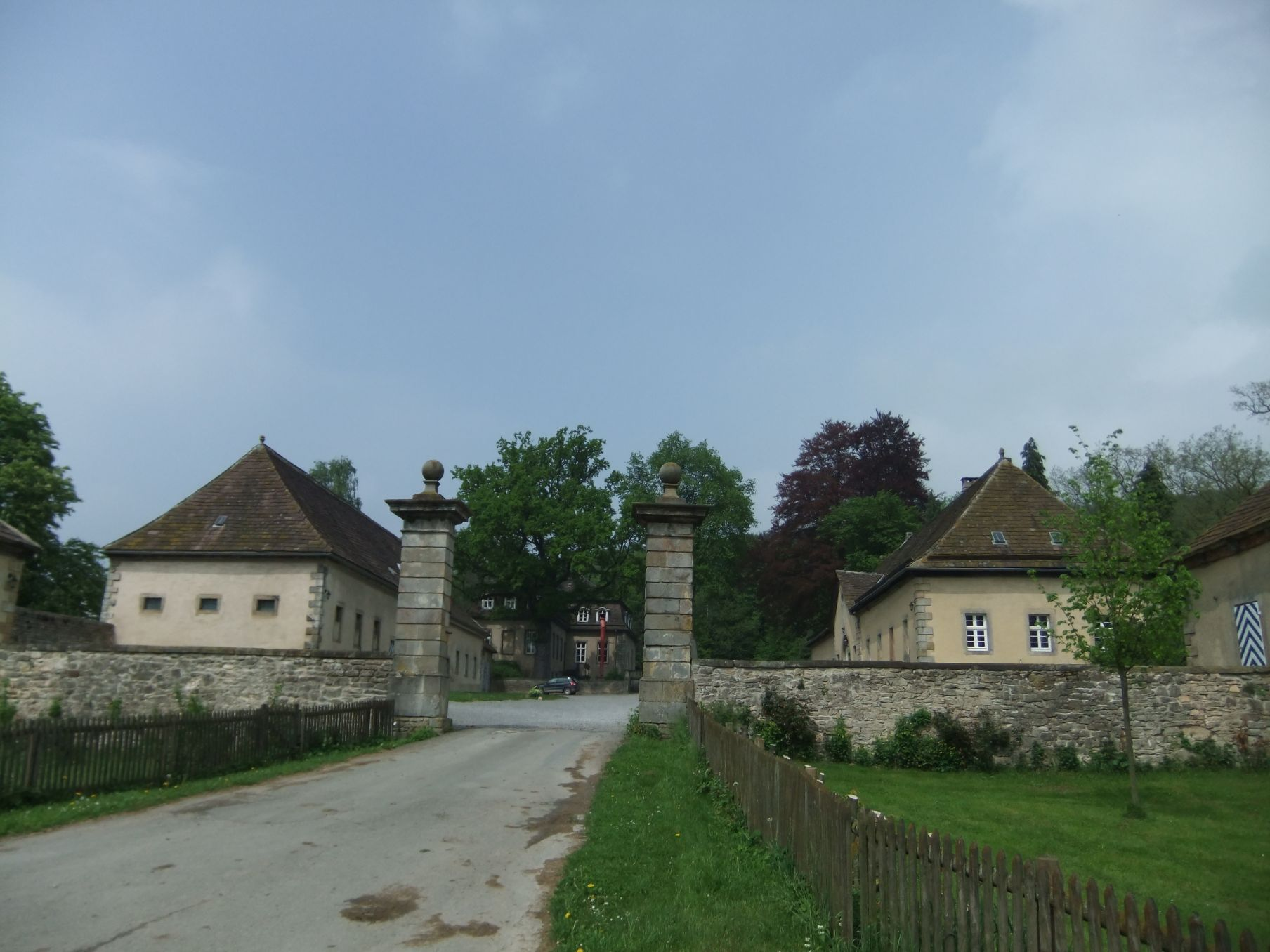
ヒンミヒハウゼン城

#### ヒンミヒハウゼン城館庭園
一般には立ち入ることができない私有地で、広さは約 1 ha である。きれいに植栽がなされた庭園は周回路で囲まれている。特筆すべきは、城館付近の老木と小径脇に設けられたグロッテである。庭園の東部は放牧地として利用されている。

#### グーツパルク・グート・グレーヴェンブルク
広さ約 2.5 ha の一般に立ち入りのできない私有地である。この公園は老木が見事に植えられている。石の基台を持つ植木鉢や噴水のある水盤はおそらく19世紀のものである。

#### グーツパルク・ホルツハウゼン
広さ約 3 ha の私有地である。この庭園はイベントの際に立ち入ることができる。元の庭園施設から古木と擁壁、階段、水盤、塑像が遺されている。現在この庭園は芝生・草地の広場で、一部にトウヒの林がある。

#### メルルスハイム城館庭園
広さ 2 ha の私有地で、一般に立ち入ることはできない。この庭園は元々バロック庭園として造園されたが、現在は簡素化され、木が植えられている。

### 年中行事

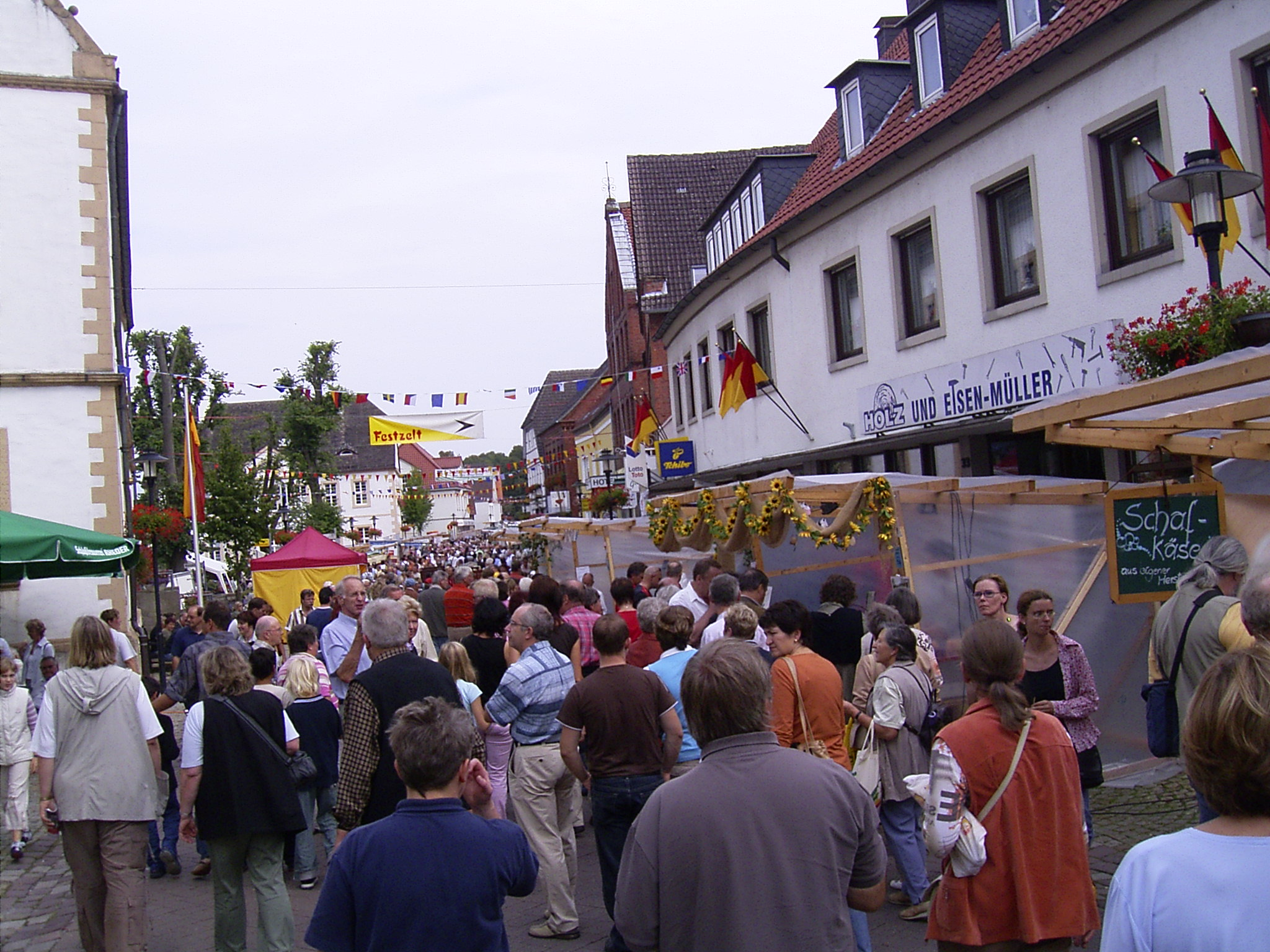
2006年の第5回ドイツ・チーズ市

- ドイツ・チーズ市: 2年に1度、偶数年の9月第1週末に開催される。世界中の手作りのチーズ製造者や加工業者がニーハイムに集まり、チーズやその加工製品を出品する。1998年に第1回が開催され、2006年には3日間の会期にドイツやヨーロッパ全土から 70以上の業者が参加し、約6万人の客がニーハイムに訪れた。
- ニーハイムの木材の日: 2年に1度、奇数年の9月第1週末に、「木材、森、自然」をテーマに開催される。
- ニーハイムの文化の夜: 冬時間と夏時間の切り替えの日にニーハイムでは「ニーハイムの文化の夜」が開催される。
- ニーハイム合唱フェスティバル: ドイツ全土から合唱団がニーハイムに集まり、その歌声をみがく。
- ニーハイムのバラの月曜日のパレード: 謝肉祭のハイライトとして東西にパレードが行われる。ニーハイムの第5の季節（カーニバル）のクライマックスである。
- 青年射撃祭: 最も古い伝統行事の一つが、3年に1度行われる青年射撃祭である。この祭では、ニーハイム青年射撃協会が、それ以前の 5月1日に選ばれた王、女王、廷臣を紹介する。16歳から35歳のニーハイムの若者数百人が伝統的な射撃隊のユニフォーム（黒い服、グレーのネクタイ、白い帽子）で射撃祭に参加する。

### 名物料理・食材
ニーハイムではチーズの一種であるニーハイマー・ケーゼが作られている。ニーハイマー・ケーゼは、ポット・チーズ工場やメンネ見学チーズ工場で供される。

## 経済と社会資本
ニーハイムは、ハイルクリマーティシャー・クアオルトであり、田舎の構造を色濃く遺した地域の健康の中心地となっている。
1961年の農業従事者比率は 51 % であったが、1990年代半ばには 10 % 強程度となった。この間に多くの農民は内市街の狭い場所から郊外の耕地に移ったり、あるいは農業を放棄したりした。これに対して工業の従事者比率は第二次世界大戦以後大きく増加した。特に内市街のすぐ東側に産業用地が設けられ、家具工場がここに進出したことによる。
サービス業領域は、数十年の間増加し続けており、製造業をしのいでいる。最大のサービス業者が、老人ホーム付きの病院ザンクト・ニコラウス病院である。さらに魅力的な環境に取り巻かれた中世風の小都市という条件の下、観光業も重要になっていった。

### 交通
ニーハイムは、南北に走る連邦道 B252号線沿いにあり、連邦アウトバーン A2号 ハノーファー - ルール地方線から 61 km、A44号 デトモルト - カッセル線から 47 km 離れている。
最寄りの駅は、ヘルフォルト - ヒンミヒハウゼン線のザンデベック駅、ハノーファー - アルテンベーケン線のシュタインハイム (ヴェストファーレン)駅およびアルテンベーケン駅、アルテンベーケン - クライエンゼン線のブラーケル (クライス・ヘクスター)駅である。
市内では 5本の自転車道と 8本の遊歩道に標識が付けられ整備されている。後者には「ニーハイム芸術路」や「文化、森および景観体験路」が含まれる。ニーハイムは全長 500 km の自転車道ウェルネスルート沿いに位置している。
最寄りの定期便が就航している交通空港は、約 52 km 離れたパーダーボルン/リップシュタット空港である。また、ハノーファー空港と、約 114 km 離れている。

### メディア
日刊紙としては、ノイエ・ヴェストフェーリシェとヴェストファーレン＝ブラットが刊行されている。これらは、週 6日ローカルニュースを伝えている。両紙の一般記事は、ビーレフェルトの中央編集部から配信されている。さらにパーダーボルン司教区とコルヴァイ地方では年に4回、パーダーボルン郡とヘクスター郡向けの地方史、文学、芸術を扱う雑誌「ディー・ヴァルテ」が刊行されている。
シュタインハイムは西部ドイツ放送 (WDR) のビーレフェルト地方スタジオのサービス提供地域である。シュタインハイムもこれに含まれる旧パーダーボルン司教領の地域では、1991年から地方ラジオ局のラジオ・ホーホシュティフトがあり、地域のテーマを扱っており、全国放送（たとえばWDR）に比べ、多くのリスナーを獲得している。

### 公的機関
医師、詩人で政治家でもあったフリードリヒ・ヴィルヘルム・ヴェーバーの旧宅、ヴェーバーハウスには、州内で有名なコルピング教区研修所や郷土市民大学が入居していた。この施設は2011年9月30日に閉鎖された。ニーハイム＝ヒンミヒハウゼンにある djo-ドイチェ・ユーゲント・イン・オイローパのヒンミヒハウゼン・全ドイツ研修所では、様々なターゲットグループに対するセミナーが行われている。
ニーハイムにはカトリックの公共図書館がある。この図書館は市中核部、カトリック教会下のヴィカーリー（助任司祭館）内にある。

### 教育
市内には基礎課程学校 1校（敷地は2カ所に分かれている）、ペーター・ヒレにちなんだ校名の実科学校 1校、知的障害を重点とする養護学校 1校、本課程学校 1校がある。本課程学校は、2012/13の学期から入学者を入れず、廃校となる。養護学校はエーヴァーゼン地区にある。
2013年末現在、本市の学校には 82人の教員と 975人の児童・生徒がいた。基礎課程学校に 232人、本課程学校に 170人、実科学校に 496人、養護学校に 77人である。
また、ニーハイムには幼稚園が4園ある。

## 人物

### 出身者
この街の出身者には、教会関連では、国際的知名度得ている宗教家で 3代の教皇に仕え、最盛期には教皇の外交官となったディーター・フォン・ニーハイム（1338/48年 - 1418年）、その数百年後にニーハイム近郊のグート・エクステルンブロックで生まれたイエズス会の司祭で宗教哲学者、瞑想指導者であり、広島の世界平和記念聖堂を建設したフーゴ・ラッサールがいる。フーゴ・ラッサールのライフワークは、キリスト教により深く帰依するための方法として日本の禅の実践を取り入れることであった。
- ウィリアム・ヒレブランド（1821年 - 1886年）医師、植物学者

### ゆかりの人物
- フィリードリヒ・ヴィルヘルム・ヴェーバー（ドイツ語版、英語版）（1813年 - 1894年）医師、政治家、詩人。ニーハイムで亡くなった。

## 関連図書
- Heiko Lohre: Touristische Entwicklung eines Kurortes und Erhalt von Kulturlandschaft: Entwicklung des heilklimatischen Kurortes Nieheim unter besonderer Berücksichtigung des Tourismus und Erhalt der Kulturlandschaft. VDM Verlag Dr. Müller, Saarbrücken 2008, ISBN 978-3-639-01838-7.
- Theo Reineke: 750 Jahre Stadt Nieheim 1228/47-1993: Dichterstadt zwischen Teutoburger Wald und Weser. Geiger-Verlag, 1992, ISBN 978-3-89264-721-8.
- Alphons Lhotsky, Karl Pivec (Hrsg.): Dietrich von Nieheim, Viridarium imperatorum et regum Romanorum. In: Monumenta Germaniae Historica.. 1, Monumenta Germaniae Historica, München 1956, ISBN 978-3-7772-5603-0.
- Katharina Colberg, Joachim Leuschner (Hrsg.): Dietrich von Nieheim, Historie de gestis Romanorum principum. Cronica. Gesta Karoli Magni imperatoris. In: Monumenta Germaniae Historica.. 2, Monumenta Germaniae Historica, München 1980, ISBN 978-3-7772-8015-8.

これらの文献は、翻訳元であるドイツ語版の参考文献として挙げられていたものであり、日本語版作成に際し直接参照してはおりません。